# Carmen, hija
Carmen, hija es el capítulo veintiuno de la primera temporada de la serie de televisión argentina Mujeres asesinas. Este episodio se estrenó el día 6 de diciembre de 2005.
Este episodio fue protagonizado por Romina Ricci en el papel de asesina. Coprotagonizado por Martín Seefeld, también, contó con las actuaciones especiales de Roberto Vallejos y la primera actriz Betiana Blum.

## Desarrollo

### Trama
Carmen (Romina Ricci) es una mujer que toda su vida fue manipulada por su madre Luisa (Betiana Blum); ésta nunca quiso tenerla, por eso la menosprecia y la maneja a su antojo. Debido a esto, Carmen se casa con un hombre de dinero, Jorge (Martín Seefeld), del que ella jamás estuvo enamorada. Después de cinco años de matrimonio, Carmen conoce a un pintor llamado Ricardo (Roberto Vallejos) y ambos viven una historia de amor. Pero esto es lo que ella cree, en verdad Ricardo también se ve a escondidas con su madre. Carmen siente que su vida no vale nada, tanto por lo que le dice su madre como su marido. Ellos se llevan muy mal, por eso ella se quiere separar y de paso se queda con algo de dinero. Él no se lo quiere dar, ya que sabe que Carmen va a terminar ganando. A raíz de esto, la madre de Carmen elabora un plan: Ricardo debe entrar a la casa simulando ser un ladrón, lo mata y se va. El plan es puesto en marcha, pero no termina funcionando correctamente: Ricardo en vez de matarlo, le dispara en el hombro; Carmen no aguanta más y pone fin a la situación matando a su marido a puñaladas; lo que ella no supo es que su pequeño hijo presenció el asesinato.

### Condena
Carmen N. fue condenada a diez años de prisión por homicidio agravado por el vínculo. Ricardo L. fue condenado a 9 años por lesiones graves. A Luisa N. le correspondieron seis años, se la consideró instigadora del crimen de su yerno. Ante los forenses, Carmen declaró que no recuerda haber apuñalado a su marido. El hijo del matrimonio fue clave para resolver el caso.

## Elenco
- Betiana Blum
- Romina Ricci
- Martín Seefeld
- Roberto Vallejos

## Adaptaciones
- Mujeres asesinas (Ecuador): Carmen, hija - Dallyana Passailaigue